# Поппунчов сборник
Поппунчовият сборник е дамаскин, съставен през 1796 година от Пунчо Куздин, свещеник в ломските села Мокреш и Вълчедръм.
Сборникът съдържа частичен препис на „История славянобългарска“ на Паисий Хилендарски и други текстове, характерни за този жанр. Той е уникален за българската литература с множеството илюстрации оригинален наивистичен стил, вероятно повлиян от влашката иконография от този период. Ръкописът се съхранява в Националната библиотека „Св. св. Кирил и Методий“ в София. Произведението е трайно съхранено в солидна подвързия: корици от дърво, подплатени с тежка, приятна на цвят кафявочервеникава кожа. Подвързията е обвезана по периферията със златистожълта лъскава металическа сплав.